# Совхозное (Красноперекопский район)
Совхо́зное  (укр. Совхозне, крымскотат. Sovhoznoye, Совхозное) — село в Красноперекопском районе Автономной Республики Крым. Республики Крым, центр Совхозненского сельского поселения (согласно административно-территориальному делению России — Совхозненского сельского совета Республики Крым)

## Население
| 2001 | 2014  |
| ---- | ----- |
| 1566 | ↘1330 |

Всеукраинская перепись 2001 года показала следующее распределение по носителям языка
| Язык             | Процент |
| ---------------- | ------- |
| русский          | 78.16   |
| украинский       | 19.92   |
| крымскотатарский | 1.6     |

### Динамика численности
| - 1915 год — 6 чел. - 1926 год — 80 чел. - 1974 год — 1048 чел. - 1989 год — 1668 чел. | - 2001 год — 1566 чел. - 2009 год — 1552 чел. - 2014 год — 1330 чел. |

## Современное состояние
На 2017 год в Совхозном числятся 1 бульвар, 17 улиц, 1 тупик и 1 переулок; на 2009 год, по данным сельсовета, в селе в 577 дворах проживало 1552 человека.
Действуют детский сад «Улыбка», дом культуры, библиотека, православный храм Печерской иконы Божией Матери, отделение Почты России. Село газифицировано, Совхозное связано автобусным сообщением с райцентром и соседними населёнными пунктами.

## География
Расположено в центре района, южнее озера Старое, фактически — западная окраина Красноперекопска (за железной дорогой, примерно 5 километров (по шоссе)), высота центра села над уровнем моря — 6 м. Транспортное сообщение осуществляется по региональным автодорогам 35Н-307 от шоссе 35А-001 граница с Украиной — Джанкой — Феодосия — Керчь и 35Н-287 Рисовое — Совхозное

## История
Современное является «потомком» Участка № 8, впервые упоминается в Статистическом справочнике Таврической губернии 1915 года, согласно которому на хуторе Казённый участок № 8 (Алексасндра Николаевича Поселихина) Воинской волости Перекопского уезда числился 1 двор с русским населением в количестве 6 человек приписных жителей.
После установления в Крыму Советской власти, по постановлению Крымревкома от 8 января 1921 года № 206 «Об изменении административных границ» была упразднена волостная система, Перекопский уезд переименовали в Джанкойский, в котором был образован Ишуньский район, в состав которого включили село, а в 1922 году уезды получили название округов. 11 октября 1923 года, согласно постановлению ВЦИК, в административное деление Крымской АССР были внесены изменения, в результате которых округа были отменены, Ишуньский район упразднён и село вошло в состав Джанкойского района. Согласно Списку населённых пунктов Крымской АССР по Всесоюзной переписи 17 декабря 1926 года, в селе Казённый участок № 8, Ишуньского сельсовета Джанкойского района, числилось 17 дворов, все крестьянские, население составляло 80 человек, из них 78 украинцев и 2 немца. Постановлением ВЦИК от 30 октября 1930 года был восстановлен Ишуньский район и село, вместе с сельсоветом, включили в его состав. В 1932 году образован овцеводческий колхоз «Серый каракуль». Постановлением Центрального исполнительного комитета Крымской АССР от 26 января 1938 года Ишуньский район был ликвидирован и создан Красноперекопский район с центром в поселке Армянск (по другим данным 22 февраля 1937 года). Время присвоения селу название Совхозное точно не установлено — по данным книги «История Городов и Сёл Украинской ССР» это произошло в 1945 году (когда, якобы, основано село), но в соответствующем указе о переименовании этот факт отсутствует. С 25 июня 1946 года Совхозное в составе Крымской области РСФСР, а 26 апреля 1954 года Крымская область была передана из состава РСФСР в состав УССР. С 1958 года село — центральная усадьба вновь созданного совхоза «Пятиозерный». Время включения в Пятихатский сельсовет пока не выяснено: на 15 июня 1960 года село уже числилось в его составе. На 1968 год село входило в Почётненский сельсовет, на 1974 год — центр сельсовета. По данным переписи 1989 года в селе проживало 1668 человек. С 12 февраля 1991 года село в восстановленной Крымской АССР, 26 февраля 1992 года переименованной в Автономную Республику Крым. С 18 марта 2014 года аннексировано Россией.
12 мая 2016 года парламент Украины, не признающий российскую аннексию, принял постановление о переименовании села в Каракуль (укр. Каракуль), в соответствии с законами о декоммунизации, однако данное решение не вступает в силу до «возвращения Крыма под общую юрисдикцию Украины».

### Известные жители
- Руденко, Надежда Ильинична — звеньевая совхоза «Пятиозёрный», Герой Социалистического Труда[15].